# Connarus ellipticus
Connarus ellipticus là một loài thực vật có hoa trong họ Connaraceae. Loài này được (Zoll.) G. Schellenb. mô tả khoa học đầu tiên năm 1938.